# Барске коке
Барске коке (лат. Rallidae) су велика породица птица из реда ждралова (лат. Gruiformes), која насељава све континенте осим Антарктика. Станишта су им углавном баре или густе шуме.

## Опис
Барске коке су релативно хомогена породица птица мале и средње величине, које већи део живота проводе на тлу. Дужина одраслих јединки различитих врста се креће од 12 до 63 cm, а тежина од 20 g до 3 kg. Кљунови различитих врста се значајно разликују у величини и облику. Присутан је слабо изражен полни диморфизам, који се огледа у разлици у величини мужјака и женке и изгледу перја.

### Летење
Крила свих барских кока су кратка и заобљена. Оне врсте које су летачице иако су слаби летачи могу дуго да лете, а многе од њих су птице селице. Због тога што су слаби летачи често се дешава да их ветар одува са курса, због чега су многе врсте населиле изолована океанска острва. У стаништима са густом вегетацијом више воле да трче него да лете. У време митарења, неке врсте нису у стању да лете.
Многе врсте које насељавају изолована океанска острва су нелетачице, јер немају потребу да лете због непостојања грабљиваца и потребе за сеобом. Ове врсте крила користе за одржавање равнотеже при трчању. Губитак способности летења се чешће јавља код врста које су насељене на тропским острвима него код оних које су насељене на острвима са умереном или поларном климом.

## Исхрана и станиште
Многе врсте барских кока су сваштоједи и хране се бескичмењацима, плодовима биљака или младицама биљака, док су неке врсте претежно биљоједи.
Најчешће насељавају влажна станишта, баре, мочваре, језера или реке са густом вегетацијом (нпр. трском). Углавном су птице селице.

## Размножавање
Размножавање многих врста из ове породице је недовољно проучено. Многе врсте су моногамне, али има и полигамних врста, при чему се код различитих врста јавља и полигинија и полиандрија. Носе од 1 до 10 јаја, али најчешће носе од 5 до 10 јаја. Излегање пилића може да траје и неколико дана. Птићи зависе од родитеља док не добију перје, које им израсте после око месец дана после излегнућа.

## Угроженост
Многе острвске врсте које су нелетачице угрожавају уведене врсте грабљиваца. Једно од најмасовнијих изумирања врста које су изазвали људи се десило на острвима Океаније (Полинезије, Меланезије и Микронезије). Након што су људи населили острва у Океанији нестало је између 750 и 1.800 врста птица, од којих су половина биле нелетачице. Неке врсте као што је Такахе (Porphyrio hochstetteri), које су биле на ивици изумирања преживеле су захваљујући активностима организација за заштиту животиња. Гуамски тркавац (Gallirallus owstoni) је био на ивици изумирања након увођења неких врста змија на острво Гуам, али је неколико преживелих јединки ухваћено и пренето у одгајивачнице где се успешно размножавају.
Неке од већих врста тркаваца људи лове и скупљају њихова јаја. Вејшког тркавца (Gallirallus wakensis) су истребили јапански војници у току другог светског рата, због проблема у допремању хране на острво.

## Родови и врсте
- Род Himantornis
  - Западноафрички црвеноноги петлован
 (Himantornis haematopus)
- Род Canirallus
  - Западноафрички сивогрли петлован
 (Canirallus oculeus)
- Род Coturnicops
  - Белокрили барски петлић
 (Coturnicops exquisitus)
  - Жути барски петлић
 (Coturnicops noveboracensis)
  - Пегави барски петлић
 (Coturnicops notatus)
- Род Micropygia
  - Шарени петлован
 (Micropygia schomburgkii)
- Род Rallina
  - Тробојни пругасти барски петлић
 (Rallina tricolor)
  - Андамански пругасти барски петлић
 (Rallina canningi)
  - Црвеноноги пругасти барски петлић
 (Rallina fasciata)
  - Шкриљчастоноги пругасти барски петлић
 (Rallina eurizonoides)
- Род Anurolimnas
  - Кестењастоглави петлован
 (Anurolimnas castaneiceps)
  - Кајенски петлован
 (Anurolimnas viridis)
  - Црнопруги барски петлић
 (Anurolimnas fasciatus)
- Род Atlantisia
  - Тристански петлован
 (Atlantisia rogersi)
- Род Laterallus
  - Риђострани барски петлић
 (Laterallus melanophaius)
  - Рђавобоки барски петлић
 (Laterallus levraudi)
  - Румени барски петлић
 (Laterallus ruber)
  - Белогрли барски петлић
 (Laterallus albigularis)
  - Амазонски барски петлић
 (Laterallus exilis)
  - Амерички црни барски петлић
 (Laterallus jamaicensis)
  - Галапагошки барски петлић
 (Laterallus spilonota)
  - Црвенобели барски петлић
 (Laterallus leucopyrrhus)
  - Риђолики барски петлић
 (Laterallus xenopterus)
- Род Nesoclopeus
  - Фиџијски пругастокрили петлован
 (Nesoclopeus poecilopterus) †[а]
  - Соломонски петлован
 (Nesoclopeus woodfordi)
- Род Gallirallus
  - Века
 (Gallirallus australis)
  - Калајански тркавац
 (Gallirallus calayanensis)
  - Тонгатапски тркавац
 (Gallirallus hypoleucus) †[б]
  - Новокаледонијски тркавац
 (Gallirallus lafresnayanus) †[в]
  - Шарпов петлован
 (Gallirallus sharpei) †[г]
  - Сивогруди петлован
 (Gallirallus striatus)
  - Окинавски тркавац
 (Gallirallus okinawae)[д]
  - Зебрасти петлован
 (Gallirallus torquatus)[д]
  - Новобритански тркавац
 (Gallirallus insignis)[д]
  - Ровијански петлован
(Gallirallus rovianae)[д]
  - Гуамски тркавац
 (Gallirallus owstoni)[д][ђ]
  - Смеђа кокица
 (Gallirallus sylvestris)[д]
  - Пругасти петлован
 (Gallirallus philippensis)[д]
  - Дифенбахов тркавац
 (Gallirallus dieffenbachii)[д] †[е]
  - Вејшки тркавац
 (Gallirallus wakensis)[д] †[ж]
  - Тахићански тркавац
 (Gallirallus pacificus)[д] †[з]
  - Нукухивски тркавац
 (Gallirallus epulare) †[и]
  - Новоирски петлован
 (Gallirallus ernstmayri) †[и]
  - Уахучки тркавац
 (Gallirallus gracilitibia) †[и]
  - Нијујски тркавац
 (Gallirallus huiatua) †[и]
  - Тинијски петлован
 (Gallirallus pendiculentus) †[и]
  - Агихански петлован
 (Gallirallus pisonii) †[и]
  - Мангајски тркавац
 (Gallirallus ripleyi) †[и]
  - Тахуатски тркавац
 (Gallirallus roletti) †[и]
  - Тубуајски тркавац
 (Gallirallus steadmani) †[и]
  - Хуахински тркавац
 (Gallirallus storrsolsoni) †[и]
  - Ротски петлован
 (Gallirallus temptatus) †[и]
  - Еуански тркавац
 (Gallirallus vekamatolu) †[ј]
- Род Rallus
  - Бучни петлован
 (Rallus crepitans)
  - Калифорнијски петлован
 (Rallus obsoletus)
  - Петлован мангрова
 (Rallus longirostris)
  - Краљевски петлован
 (Rallus elegans)
  - Астечки петлован
 (Rallus tenuirostris)
  - Венецуелански петлован
 (Rallus wetmorei)
  - Централноамерички петлован
 (Rallus limicola)
  - Колумбијски петлован
 (Rallus semiplumbeus)
  - Магеланов петлован
 (Rallus antarcticus)
  - Барски петлован
 (Rallus aquaticus)
  - Смеђеобрази петлован
 (Rallus indicus)
  - Капски петлован
 (Rallus caerulescens)
  - Мадагаскарски петлован
 (Rallus madagascariensis)
- Род Lewinia
  - Аустралијски петлован
 (Lewinia pectoralis)
  - Смеђопруги петлован
 (Lewinia mirifica)
  - Оклендски петлован
 (Lewinia muelleri)
- Род Dryolimnas
  - Белогрли петлован
 (Dryolimnas cuvieri)
  - Реунионски петлован
 (Dryolimnas augusti) †[к]
- Род Crex
  - Прдавац
 (Crex crex)
  - Афрички прдавац
 (Crex egregia или Crecopsis egregia)
- Род Rougetius
  - Смеђи петлован
 (Rougetius rougetii)
- Род Aramidopsis
  - Сулавески петлован
 (Aramidopsis plateni)
- Род Aramides
  - Мали шумски петлован
 (Aramides mangle)
  - Риђоврати шумски петлован
 (Aramides axillaris)
  - Сивоврати шумски петлован
 (Aramides cajaneus)
  - Риђоглави шумски петлован
 (Aramides albiventris)
  - Смеђи шумски петлован
 (Aramides wolfi)
  - Велики шумски петлован
 (Aramides ypecaha)
  - Шкриљчастогруди шумски петлован
 (Aramides saracura)
  - Црвенокрили шумски петлован
 (Aramides calopterus)
- Род Amaurolimnas
  - Једнобојни петлован
 (Amaurolimnas concolor)
- Род Gymnocrex
  - Голооки петлован
 (Gymnocrex plumbeiventris)
  - Плаволики петлован
 (Gymnocrex rosenbergii)
  - Талаудски петлован
 (Gymnocrex talaudensis)
- Род Amaurornis
  - Филипински мали петлован
 (Amaurornis olivacea)
  - Сулавешки мали петлован
 (Amaurornis isabellina)
  - Молучки мали петлован
 (Amaurornis moluccana)
  - Белогруди мали петлован
 (Amaurornis phoenicurus)
  - Талаудски мали петлован
 (Amaurornis magnirostris)
  - Беловеђи барски петлић
 (Amaurornis cinerea)
  - Сакалавски мали петлован
 (Amaurornis olivieri)
  - Црнорепи барски петлић
 (Amaurornis bicolor)
  - Смеђи мали петлован
 (Amaurornis akool)
  - Црни барски петлић
 (Amaurornis flavirostra)
- Род Porzana
  - Барски петлић
 (Porzana porzana)
  - Аустралијски барски петлић
 (Porzana fluminea)
  - Каролиншки барски петлић
 (Porzana carolina)
  - Сиви барски петлић
 (Porzana parva)
  - Мали барски петлић
 (Porzana pusilla)
  - Риђогруди барски петлић
 (Porzana fusca)
  - Велики барски петлић
 (Porzana paykullii)
  - Црни острвски барски петлић
 (Porzana atra)
  - Гарави барски петлић
 (Porzana tabuensis)
  - Пегавокрили барски петлић
 (Porzana spiloptera)
  - Жутогруди барски петлић
 (Porzana flaviventer)
  - Лајсански барски петлић
 (Porzana palmeri) †[л]
  - Хавајски барски петлић
 (Porzana sandwichensis) †[а]
  - Косрајски барски петлић
 (Porzana monasa) †[љ]
  - Светојеленски барски петлић
 (Porzana astrictocarpus) †[м]
  - Милеров барски петлић
 (Porzana nigra) †[н]
- Род Aenigmatolimnas
  - Пругасти барски петлић
 (Aenigmatolimnas marginalis)
- Род Cyanolimnas
  - Запатански петлован[12]
 (Cyanolimnas cerverai)
- Род Neocrex
  - Колумбијски барски петлић
 (Neocrex colombiana)
  - Шаренокљуни барски петлић
 (Neocrex erythrops)
- Род Mustelirallus
  - Пепељастогрли барски петлић
 (Mustelirallus albicollis)
- Род Pardirallus
  - Пегави петлован[12]
(Pardirallus maculatus)
  - Црнпурасти петлован
 (Pardirallus nigricans)
  - Оловни петлован
 (Pardirallus sanguinolentus)
- Род Eulabeornis
  - Кестењасти петлован
 (Eulabeornis castaneoventris)
- Род Habroptila
  - Петлован бубњар
 (Habroptila wallacii)
- Род Megacrex
  - Џиновски петлован
 (Megacrex inepta)
- Род Gallicrex
  - Рогата барска кокица
 (Gallicrex cinerea)
- Род Porphyrio
  - Султанка
 (Porphyrio porphyrio)
  - Афричка султанка
 (Porphyrio madagascariensis)
  - Сивоглава султанка
 (Porphyrio poliocephalus)
  - Црнолеђа султанка
 (Porphyrio indicus)
  - Филипинска султанка
 (Porphyrio pulverulentus)
  - Аустралазијска султанка
 (Porphyrio melanotus)
  - Такахе
 (Porphyrio hochstetteri)
  - Бронзана султанка
 (Porphyrio alleni)
  - Мала султанка
 (Porphyrio martinicus)
  - Азурна султанка
 (Porphyrio flavirostris)
  - Бела султанка
 (Porphyrio albus) †[ј]
  - Маркиска султанка
 (Porphyrio paepae) †[њ]
  - Северноострвска такахе
 (Porphyrio mantelli) †[њ]
  - Новокаледонијска султанка
 (Porphyrio kukwiedei) †[њ]
  - Хуахинска султанка
 (Porphyrio mcnabi) †[њ]
- Род Gallinula
  - Самоанска барска кокица
 (Gallinula pacifica) †[о]
  - Макирска барска кокица
 (Gallinula silvestris)  †[п]
  - Тристанска барска кокица
 (Gallinula nesiotis) †[р]
  - Гофска барска кокица
 (Gallinula comeri)
  - Барска кокица
 (Gallinula chloropus)
  - Тамна барска кокица
 (Gallinula tenebrosa)
  - Мала барска кокица
 (Gallinula angulata)
- Род Porphyriops
  - Пегавобока султанка
 (Porphyriops melanops)
- Род Tribonyx
  - Црнорепа барска кокица
 (Tribonyx ventralis)
  - Зеленонога барска кокица
 (Tribonyx mortierii)
- Род Fulica
  - Хавајска лиска
 (Fulica alai)
  - Америчка лиска
 (Fulica americana)
  - Андска лиска
 (Fulica ardesiaca)
  - Жутокљуна лиска
 (Fulica armillata)
  - Лиска
 (Fulica atra)
  - Рогата лиска
 (Fulica cornuta)
  - Крунаста лиска
 (Fulica cristata)
  - Џиновска лиска
 (Fulica gigantea)
  - Белокрила лиска
 (Fulica leucoptera)
  - Црвенолиса лиска
 (Fulica rufifrons)
  - Маскаренска лиска
 (Fulica newtonii) †[к]
  - Чатамска лиска
 (Fulica chathamensis) †[с]
  - Новозеландска лиска
 (Fulica prisca) †[с]

### Изумрли родови
- Род Nesotrochis †[13]
  - Антилски пећински тркавац
 (Nesotrochis debooyi) †[т]
  - Хаићански пећински тркавац
 (Nesotrochis steganinos) †[с]
  - Кубански пећински тркавац
 (Nesotrochis picapicensis) †[с]
- Род Diaphorapteryx †[ћ]
  - Хокинсонов тркавац
 (Diaphorapteryx hawkinsi)
- Род Aphanapteryx †[у]
  - Црвени тркавац
 (Aphanapteryx bonasia)
  - Родригешки тркавац
 (Aphanapteryx leguati) †[ф]
- Род Cabalus †[х]
  - Чатамски тркавац
 (Cabalus modestus)
- Род Mundia †[ц]
  - Асенсионски тркавац
 (Mundia elpenor)
- Род Aphanocrex †[ч]
  - Светојеленски тркавац
 (Aphanocrex podarces)

## Врсте премештене у друге породице
Две врсте из рода Canirallus премештене су у род Mentocrex, који је заједно са родом Rallicula премештен из породице барских кока (Rallidae) у породицу Sarothruridae.
- Род  (шумски петловани; 2 врсте)
  - Мадагаскарски сивогрли петлован

  - Цингијски петлован

- Род 
  - Кестењасти барски петлић

  - Белопруги кестењасти барски петлић

  - Новогвинејски пругасти барски петлић

  - Новогвинејски кестењасти барски петлић
